# Romeo Bernotti
Romeo Bernotti (Marciana Marina, 24 febbraio 1877 – Roma, 18 marzo 1974) è stato un ammiraglio e politico italiano.
Fece carriera nella Marina Militare e fu nominato ammiraglio di squadra e poi ammiraglio di squadra designato d'armata. È stato autore di numerosi scritti di dottrina navale, che sono tuttora oggetto di studio.
Negli anni '20 e '30, ricordati come gli "anni perduti" nella storiografia navale italiana, è stato uno dei maggiori teorici della Regia Marina ed uno strenuo proponente dell'Aviazione navale e dell'uso di portaerei. Successivamente fu, dal 1922, il primo direttore dell'Istituto di guerra marittima. Nel 1923 nei suoi studi già segnalava il decisivo vantaggio strategico raggiungibile attaccando con aerei i porti nemici con le loro navi da battaglia alla fonda. Nel 1927 in un Memoriale al Capo del Governo condannava l'inutilità e lo spreco assoluto di risorse economiche, materiali e umane derivante dalla "Politica delle Corazzate". Fu sottocapo di stato maggiore della Regia Marina dal 21 dicembre 1927 al 5 ottobre 1929.
Nel 1939, al termine del servizio nella Marina Militare, fu nominato senatore.
Massone, il 20 maggio 1904 fu affiliato Maestro nella Loggia Zenith di La Spezia, appartenente al Grande Oriente d'Italia.